# Вооружённые силы Грузии
Силы обороны Грузии (груз. საქართველოს თავდაცვის ძალები — Сакартвелос Тавдацвис Дзалеби) — государственная военная организация Грузии, предназначенная для обеспечения выполнения политических решений в области обороны, выявления угроз, поддержания воинских формирований в высокой степени готовности, выполнения задач в соответствии с международными обязательствами Грузии.
Структура Вооружённых сил Грузии включает в себя Сухопутные войска, Военно-воздушные силы, Силы специальных операций, Национальную гвардию, а также части и учреждения центрального подчинения. До 2008 г. также включали в себя Военно-морские силы Грузии и Военно-воздушные силы Грузии, однако оба эти вида Вооружённых сил были практически уничтожены в ходе т. н. «Пятидневной войны». В дальнейшем ВВС (в небольшом объёме) были возрождены как подразделение Сухопутных войск, но в 2016 году были восстановлены. Что касается ВМФ, то руководство Грузии приняло решение не восстанавливать его.

## Общие сведения
| Вооружённые силы Грузии                                     | Вооружённые силы Грузии |
| ----------------------------------------------------------- | --- |
| Призывной возраст и порядок комплектования:                 | Вооружённые силы Грузии комплектуются в соответствии с законом о всеобщей воинской повинности, а также на добровольной основе лицами, в возрасте от 18 до 34 лет. |
| Количество людей, доступных для воинской службы:            | мужчины в возрасте 18—49: 1 080 840 женщины в возрасте 18—49: 1 122 031 (2010 оценочно)                                                                           |
| Количество людей, пригодных для воинской службы:            | мужчины в возрасте 18—49: 893 003 женщины в возрасте 18—49: 931 683 (2010 оценочно)                                                                               |
| Количество людей, ежегодно достигающих призывного возраста: | мужчины: 29 723 женщины: 27 242 (2010 оценочно) |
| Военные расходы — процент от ВВП:                           | 1,9 % (2010) 75-е место в мире |

## Начальники

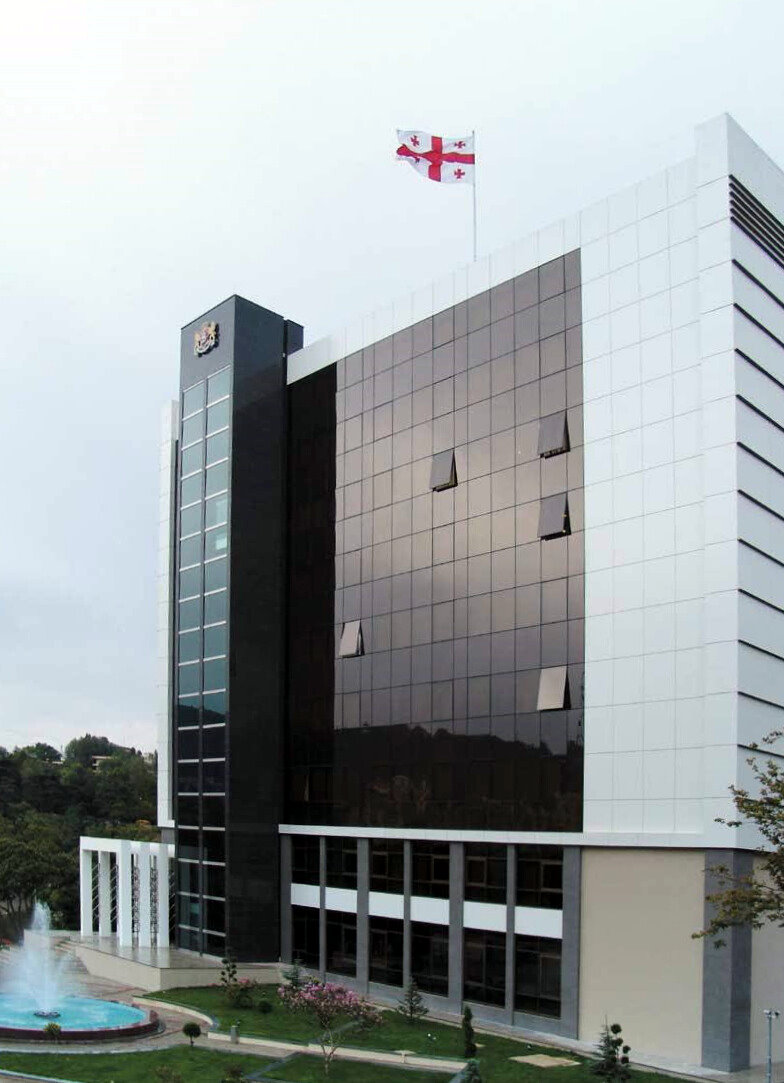
Здание Министерства обороны Грузии в Тбилиси

### Руководство
- Министр обороны Грузии — Ираклий Чиковани
- Начальник Генерального штаба — Георгий Матиашвили
- Главный сержант ВС Грузии — Коба Цирекидзе

### Главнокомандующие независимой Грузинской армии (1918—1921)
- Квинитадзе, Георгий Иванович, 26 мая, 1918 — 13 декабря, 1920
- Одишелидзе, Илья Зурабович, 13 декабря, 1920 — 16 февраля, 1921
- Квинитадзе, Георгий Иванович, 16 февраля, 1921 — 17 марта, 1921

### Начальники Генерального штаба ВС Грузии (с 1991 года)
- Джемал Кутателадзе, август 1991 — декабрь 1991
- Автандил Цкитишвили, январь 1992 — декабрь 1993
- Гурам Николаишвили, декабрь 1993 — январь 1994
- Нодар Татарашвили, январь 1994 — июнь 1996
- Зураб Мепаришвили, июнь 1996 — май 1998
- Джони Пирцхалаишвили, май 1998 — сентябрь 2003
- Гиви Иукуридзе, февраль 2004 — 25 августа 2004
- Вахтанг Капанадзе, 25 августа 2004 — февраль 2005
- Леван Николеишвили, февраль 2005 — ноябрь 2006
- Заза Гогава, ноябрь 2006 — 4 ноября 2008

### Начальники Объединённого штаба ВС Грузии
- Владимир Чачибая, 4 ноября 2008 — 5 марта 2009
- Деви Чанкотадзе, 5 марта 2009 — 8 октября 2012
- Георгий Каландадзе, 8 октября 2012 — 11 ноября 2012
- Вахтанг Капанадзе (исполняющий обязанности), 11 ноября 2012 — 4 декабря 2012
- Иракли Дзнеладзе, 4 декабря 2012 — 22 ноября 2013

### Начальники Генерального штаба ВС Грузии
- Вахтанг Капанадзе, 22 ноября 2013 — 22 ноября 2016
- Владимир Чачибая, 22 ноября 2016 —

### 1990—2008
История армии независимой Грузии фактически начинается 20 декабря 1990 года с создания Национальной гвардии во главе с Тенгизом Китовани. Национальная гвардия была создана одним из первых указов Звиада Гамсахурдиа, возглавившего Грузинскую ССР 14 ноября. В дальнейшем развитие Вооружённых сил Грузии продолжалось на её основе. Грузинские вооружённые силы укомплектовывались как военнослужащими Советской армии, проходившими службу на территории республики, так и офицерами-грузинами в других республиках СССР, пожелавшими вернуться в Грузию.
В конце декабря 1991 года было принято решение о создании первого отряда специального назначения (первоначально — из пяти человек), получившего неофициальное название «группа Гиоргадзе» (так как инициатива создания исходила от шефа МГБ Грузии Игоря Гиоргадзе). Весной 1992 года больше половины личного состава перешло в подчинение Главного управления специального назначения Министерства обороны Грузии.
В течение 1991—1993 годов части регулярной армии вели войну со сторонниками свергнутого Гамсахурдиа. В 1991—1992 годах грузинская армия принимала участие в войне против Южной Осетии, в 1992—1993 годах — против Абхазии, фактически проиграв обе, после чего Грузия лишилась контроля над бо́льшей частью территории этих республик.
С 23 марта 1994 года Грузия сотрудничает с НАТО по программе «Партнёрство ради мира», в дальнейшем сотрудничество расширялось.
- в 1996 году был утверждён «Процесс планирования и анализа» — план мероприятий, ориентированный на достижение оперативной совместимости подразделений грузинской армии с войсками стран НАТО[7]
- в 1997 году было подписано «Соглашение о статусе сил»[7]

22 марта 1995 года министр обороны РФ П. С. Грачёв и министр обороны Грузии Вардико Надибаидзе парафировали договор о создании российских военных баз на территории Грузии (в Ахалкалаки, Батуми, Вазиани и Гудауте). Президент Грузии Э. Шеварднадзе отметил, что удовлетворён договорённостями о военном сотрудничестве с Россией и сообщил, что российские базы в Грузии станут главным стабилизирующим фактором безопасности во всём Закавказском регионе.
Согласно договору, базы были предоставлены на 25 лет с возможностью дальнейшего продления срока. В ноябре 1999 года на Стамбульском саммите ОБСЕ было подписано российско-грузинское заявление (ставшее официальным приложением к Договору о сокращении обычных вооружений в Европе), согласно которому российские военные базы в Вазиани и Гудауте должны быть ликвидированы до 1 июля 2001 года.
- В июле 2001 года была расформирована и выведена военная база в Вазиани.
- В конце октября 2001 года была расформирована и выведена 50-я военная база, дислоцировавшаяся на территории 10-го парашютно-десантного полка Воздушно-десантных войск РФ в городе Гудаута[10].
- Полный вывод войск и техники с российских военных баз в Грузии завершился к середине ноября 2007 года[11].

После начала летом 1999 года операции НАТО по стабилизации обстановки в Косове и Метохии, в октябре 1999 года Грузия направила военнослужащих в состав контингента KFOR. Первоначально туда был направлен взвод, с 2002 года по 2003 год в крае несли службу 100 миротворцев, а с 2003 года — 180 военнослужащих. 15—16 апреля 2008 года Грузия прекратила участие в операции и вывезла военнослужащих.
В ноябре 2000 года призывникам было разрешено на законных основаниях откупаться от службы в армии. Первоначально за 200 лари предоставлялась отсрочка от призыва на 1 год, в апреле 2005 года сумму платежа увеличили до 2000 лари. В 2010 году стоимость платежа по-прежнему составляла 1100 долларов США.
В 2001 году министерство обороны США и министерство обороны Грузии достигли договорённости об использовании специалистов американской частной военной компании «MPRI» в интересах реорганизации вооружённых сил Грузии в соответствии со стандартами НАТО.
В 2001 году в Вильнюсе министр обороны Литвы Линас Линкявичюс и министр обороны Грузии Давид Тевзадзе подписали соглашение о военном сотрудничестве.
В 2002—2004 годах в Грузии проводилась американская «Программа обучения и оснащения Грузии», за ней последовала программа «Sustainment and Stability Operations». В рамках этих программ, основной целью которых было привести грузинскую армию в соответствие со стандартами НАТО, были переобучены несколько батальонов грузинской армии, а также фактически полностью реорганизовано командование Сухопутных войск.
Грузия принимала участие в войне в Ираке, первые военнослужащие были направлены в Ирак в начале августа 2003 года, в дальнейшем численность контингента была увеличена.
После Революции роз в 2003 году началось реформирование вооружённых сил Грузии, которое сопровождалось увеличением военных расходов. В период после 2003 года Грузия поставила мировой рекорд по росту военного бюджета, который в 2003—2007 годы увеличился более чем в 30 раз, с 30 млн $ (0,7 % ВВП) в 2003 году до 940 млн $ (8,0 % ВВП) в 2007 году. Бюджетом Грузии на 2008 год были запланированы расходы Министерства обороны, эквивалентные 0,99 млрд $, что составляет около 8 % ВВП и более 25 % всех доходов бюджета Грузии на 2008 год. Уровень военных расходов Грузии в соотношении к ВВП был одним из самых высоких среди стран мира.
С 2004 года Грузия принимает участие в войне в Афганистане.
В сентябре 2004 года внутренние войска МВД Грузии были переведены в подчинение генерального штаба министерства обороны Грузии.
В октябре 2005 года была принята Концепция национальной безопасности, в которой стратегическими партнёрами Грузии были названы США, Турция, Евросоюз и Украина.
В октябре 2006 года правительство и парламент Грузии приняли решение увеличить численность армии с 26 тыс. до 28 тыс. военнослужащих.
В сентябре 2007 года правительство и парламент Грузии приняли решение увеличить численность армии с 28 тыс. до 32 тыс. военнослужащих.
В январе 2008 года президент Грузии М. Саакашвили выступил с заявлением, что Грузия завершает оснащение вооружённых сил техникой и вооружением стандартов НАТО.
15 июля 2008 года правительство и парламент Грузии приняли решение увеличить военные расходы, а также увеличить численность армии с 32 тыс. до 37 тыс. военнослужащих.

### После 2008 года
Непосредственно после завершения боевых действий в августе 2008 года США выделили Грузии 1 млрд долларов «на восстановление военного потенциала». 20 января 2009 года помощник главы министерства обороны США по международной безопасности заявил, что США «окажут помощь этой стране [то есть, Грузии] в реформировании и модернизации её системы обороны». 14 октября 2008 года президент США Дж. Буш подписал принятый Конгрессом законопроект о военных расходах на 2009 год, в который было включено разрешение Пентагону оказать содействие в восстановлении Грузии на сумму до 50 млн долларов.
В 2008 году было начато строительство фортификационных сооружений вокруг Тбилиси (в октябре 2013 года президент Грузии М. Саакашвили сообщил, что строительство укреплений завершено на 70 %).
Также, после окончания войны 2008 года правительство Грузии активизировало программы развития военно-промышленного потенциала страны, производства оружия и военной техники:
- в мае 2011 года был начат выпуск бронемашин «Дидгори»;
- в феврале 2012 года был создан опытный образец БМП «Лазика»;
- в 2012 году начались испытания РСЗО ZCRS-122 на шасси КрАЗ-6322;
- в 2012 году начались испытания опытного образца беспилотного летательного аппарата.

Были предприняты меры по организации военной подготовки населения:
- 12 января 2010 года президент Грузии М. Саакашвили сообщил, что в школьное образование будет введён обязательный предмет «Гражданская оборона и безопасность», который «предоставит возможность, чтобы все участвовали в деле защиты страны». Позднее, было разъяснено, что курс подразумевает «развитие воинского духа» и обучение военным навыкам. 20 января 2010 года министерство образования и науки Грузии сообщило, что курс «предусматривает такие вопросы, как гражданская оборона, дорожная безопасность, первая медицинская помощь, история грузинской армии и обзор вооружений грузинской армии»[35].
- в сентябре 2012 года президент Грузии М. Саакашвили сообщил, что правительство оплатит полный курс учёбы (включая магистратуру) студентам, отслужившим два года в грузинской армии[36].

Кроме того, было продолжено реформирование вооружённых сил.
- В январе 2009 года между Грузией и США была подписана «Хартия о стратегическом партнёрстве», в соответствии с которой США взяли на себя обязательство по модернизации армии Грузии и повышению обороноспособности страны[37].
- В конце 2009 года в составе сухопутных войск было создано противотанковое подразделение;
- В 2010 году были ликвидированы ВВС Грузии, при этом боеспособные самолёты и вертолёты были переданы в состав сухопутных войск.
- В 2010 году в связи с переходом на стандарты НАТО было принято решение об отмене в вооружённых силах Грузии ряда воинских званий, оставшихся с советских времён: ефрейтор, сержант, мичман, матрос и младший лейтенант[38].
- С 12 марта 2012 года был увеличен с 12 до 15 месяцев срок службы в вооружённых силах[39]
- В апреле 2012 года было объявлено о воссоздании системы подразделений резервистов, общая численность которых к 2012 году составила 70 тыс. чел. и в дальнейшем должна быть увеличена до 150 тыс. чел.[40]

5 мая 2009 года бронетанковый батальон в Мухровани объявил о неповиновении властям, но после переговоров военнослужащие сдались правительственным силам.
Согласно докладу Международного института стратегических исследований (IISS), общая численность вооружённых сил Грузии в 2011 году составила 20 655 военнослужащих.
По данным журнала «Зарубежное военное обозрение», в 2012 году общая численность вооружённых сил составила 37 800 человек. Мобилизационный ресурс страны — до 300 тысяч человек, в то время как IISS в своём докладе на 2012 год так же, как и в 2011 году, оценил численность личного состава ВС Грузии в 20 655 человек.
В июле 2012 года президент Грузии М. Саакашвили сообщил, что часть младшего командного состава грузинской армии пройдёт подготовку в США. Кроме того, взвод военнослужащих был направлен на совместные учения Rapid Trident-2012 (14-26 июля 2012 года).
В июле 2013 года в грузинской армии ввели униформу нового образца. 10 февраля 2014 года министру обороны были представлены образцы армейской каски и бронежилета грузинского производства.
25 декабря 2014 было объявлено, что вооружённые силы Грузии продолжат участие в операции в Афганистане после 2014 года — для участия в операции НАТО «Решительная поддержка» выделены один батальон и одна рота.
5 февраля 2015 на встрече министров обороны стран НАТО было принято решение о создании в Тбилиси постоянного тренировочного центра НАТО.

## Структура

Бронеавтомобиль «Дидгори»

Бронетранспортёр «EJDER»

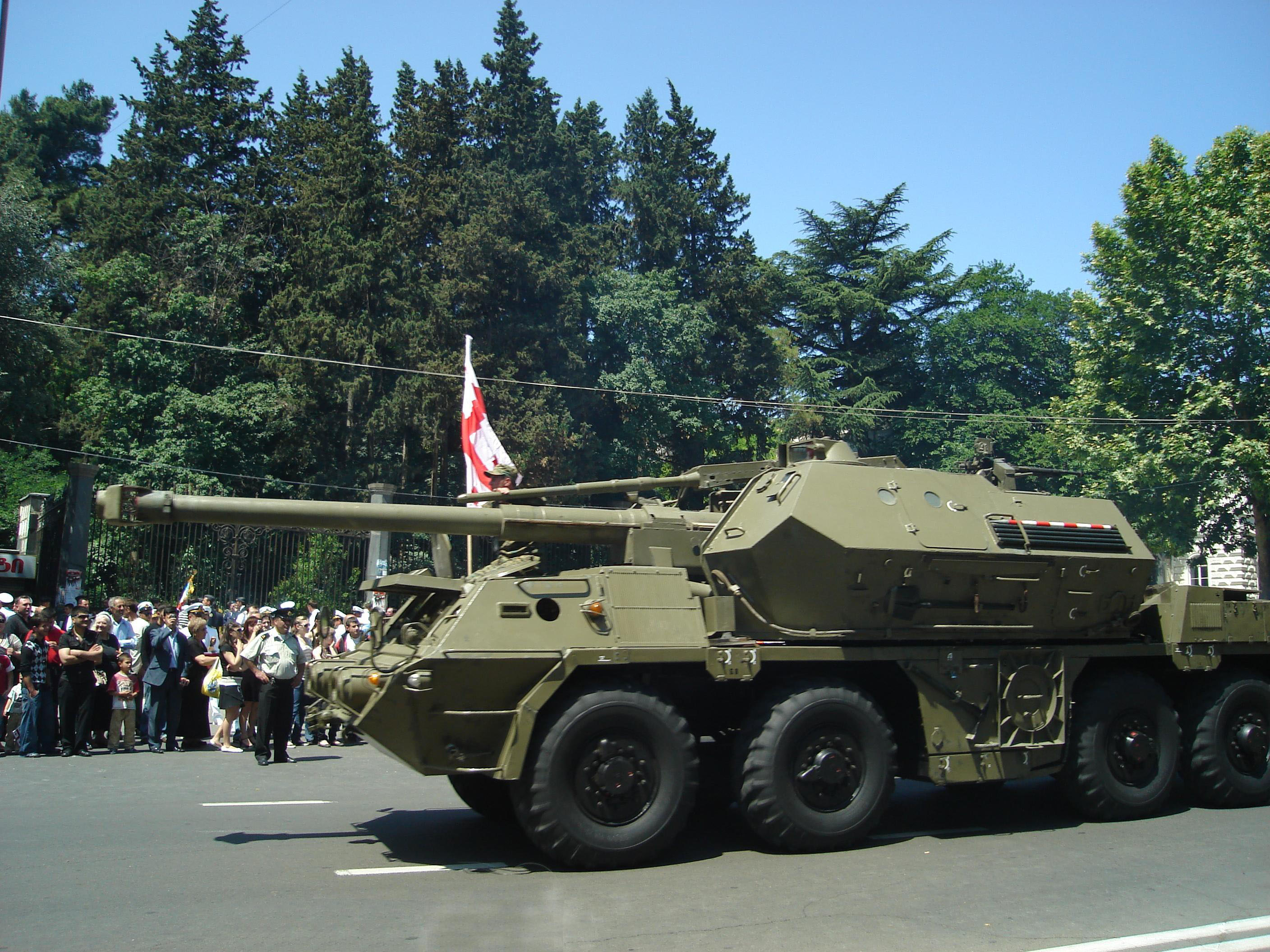
152-мм САУ «Дана» на параде, 2008 год

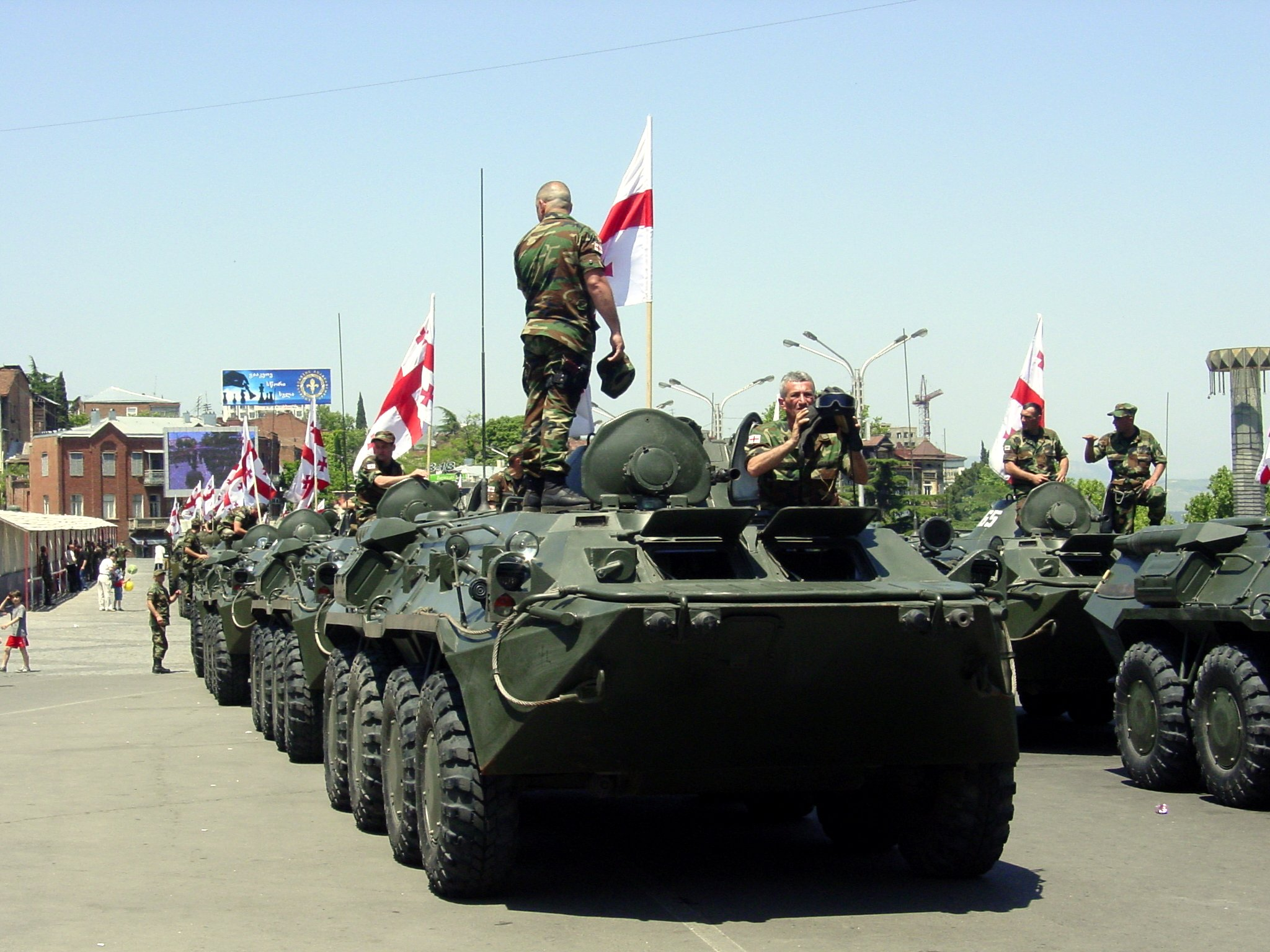
БТРы перед парадом

### Сухопутные войска
Сухопутные войска, СВ — единственный вид Вооружённых сил Грузии. Они предназначены для ведения боевых действий самостоятельно или во взаимодействии с подразделениями Сил специальных операций. Основной тактической единицей в Сухопутных войсках является бригада. Сухопутные войска включают в себя 5 пехотных, 2 артиллерийские, одну инженерную, одну авиационную бригаду и одну бригаду противовоздушной обороны. Кроме того, в боевом составе Сухопутных войск имеются 5 отдельных батальонов: 2 лёгких пехотных батальона, батальон связи, батальон РЭБ и медицинский батальон.

#### Авиация сухопутных войск
Авиация сухопутных войск — род войск в составе СВ. Авиацию СВ составляют отдельная авиационная бригада, а также отдельная вертолётная база. Структурно являясь частью Сухопутных войск, она фактически совмещает в себе функции армейской авиации и упразднённых Военно-воздушных сил. Предназначена для воздушной поддержки сухопутных подразделений и частей, а также для ведения разведки.

### Силы специальных операций
Силы специальных операций, ССО предназначены для ведения разведки, осуществления специальных и контртеррористических операций. Структурно представляют собой группу специальных операций — формирование бригадного уровня центрального подчинения (в прямом подчинении начальника Объединённого штаба ВС Грузии).

### Национальная гвардия
Национальная гвардия, НГ — основа резерва Вооружённых сил. НГ предназначена для ликвидации последствий чрезвычайных ситуаций, охраны важных стратегических объектов, пресечения массовых беспорядков и проведения мероприятий гражданской обороны.

## Зарубежная помощь

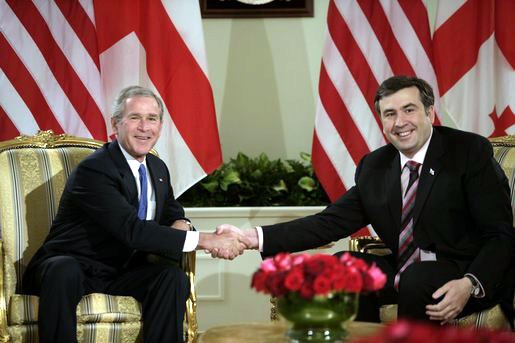
Джордж Буш и Михаил Саакашвили

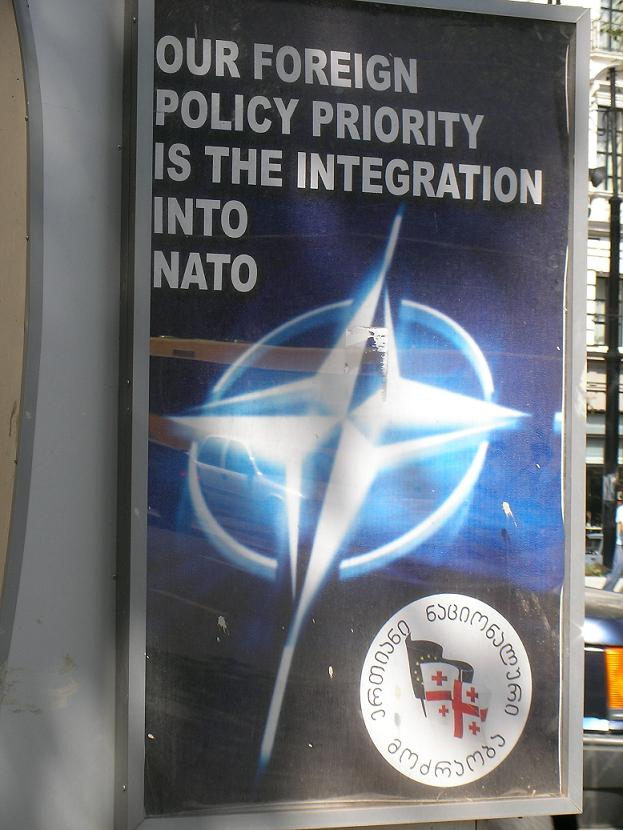
Подписание в октябре 2007 года договора о приоритете интеграции Грузии в НАТО

В 1997 году Грузия ратифицировала Соглашение о статусе сил с США (Status of forces agreement).
В период с начала 1998 года до августа 2001 года объём военной помощи, полученной Грузией из США составил 72 млн долларов.
В 2002 году Болгария по программе военной помощи бесплатно передала Грузии партию оружия и боеприпасов на сумму 89 тыс. долларов США (58 пистолетов ПМ, 1100 ручных гранат, 1 млн патронов к стрелковому оружию, 578 шт. 82-мм миномётных мин и 70 шт. 120-мм миномётных мин).
В 2001—2002 годах на вооружение грузинской армии поступило 16 американских вертолётов Bell UH-1 Iroquois.
Поставки вооружения с Украины начались в 1999 году и значительно активизировались после победы «оранжевой революции» в 2005 году.
Активное военное сотрудничество с Израилем началось в 2000 году, а в октябре 2007 года в Грузию прибыли израильские военные специалисты. В период до июня 2008 года из Израиля было получено до 40 беспилотных летательных аппаратов (в том числе, пять «Hermes-450» и четыре «Скайларк»), 100 переносных комплектов H-PEMBS для разминирования противотанковых минных полей, 50 переносных комплектов L-PEMBS для разминирования противопехотных минных полей, 500 маскировочных сетей; кроме того, пять штурмовиков Су-25 были модернизированы до уровня Су-25КМ «Мимино». В апреле 2011 года израильская компания «Elbit Systems» обратилась в британский суд с иском к правительству Грузии, не оплатившему заключённый в 2007 году контракт на 100 млн долларов, в соответствии с которым компания поставила Грузии 40 беспилотных летательных аппаратов и провела модернизацию танков Т-72 грузинской армии.
В 2002—2004 годы по программе «Обучение и оснащение» военные инструкторы США подготовили свыше 2 тыс. военнослужащих грузинской армии (четыре батальона, одну бронетанковую роту и несколько мелких подразделений). Общая стоимость программы составила 64 млн долларов.
В период с марта 2005 до июля 2006 года в период выполнения первого этапа программы «Операции сохранения стабильности» (GSSOP I) военные инструкторы США подготовили 2 тыс. военнослужащих грузинской армии (3 батальона). Общая стоимость первого этапа программы составила 50 млн долларов.
19 сентября 2006 года начался второй этап программы «Операции сохранения стабильности» (GSSOP II), который был завершён в июне 2007 года. Утверждённая стоимость GSSOP II составила 40 млн долларов, планируемое количество прошедших обучение военнослужащих — 1 пехотная бригада.
В конце ноября 2006 года в Тбилиси было подписано соглашение, в соответствии с которым Турция в начале 2007 года предоставила Грузии материальную и финансовую помощь в объёме 1,8 млн долларов (часть суммы была перечислена министерству обороны в виде денежных средств, остальная часть поступила в виде «материальной помощи»).
К началу мая 2008 года за счёт средств, полученных из США по программе военной помощи, военное обучение прошли 8 тыс. военнослужащих грузинской армии; также были построены и оборудованы по стандартам НАТО две военные базы: в городе Сенаки (на 3 тыс. военнослужащих, стоимостью 17 млн долларов) и военная база в 65 км к западу от Тбилиси (на 4 тыс. военнослужащих, стоимостью 18 млн долларов).
В июле 2008 года были проведены американо-грузинские учения Immediate Response 2008.
После войны 2008 года Украина возобновила поставки вооружения и военную помощь Грузии. В октябре 2008 года Грузии были переданы 35 танков Т-72 и партия боеприпасов; в декабре 2008 года — реактивные установки БМ-21 и партия стрелкового оружия; в марте 2009 года — противотанковые и противопехотные мины; в апреле-мае 2009 года — оборудование и запчасти для штурмовиков Су-25; в июне 2009 года — один бронетранспортёр и один зенитно-ракетный комплекс С-200. Для оплаты этих поставок Грузия перечислила Украине 5,6 млн долларов США.
Турция возобновила поставки вооружения и военную помощь Грузии в середине 2009 года. В общей сложности с 1997 года до июня 2009 года объём военной помощи, полученной Грузией из Турции, составил более 45 млн долларов, и ещё 2,65 млн долларов было передано для закупки средств ПВО.
В конце 2008 года Румыния направила в Грузию стрелковое оружие и противотанковые гранаты на сумму 3,6 млн евро.
США возобновили обучение грузинской армии с 1 сентября 2009 года. В октябре 2009 года военные инструкторы США в рамках программы подготовки грузинских военнослужащих для участия в войне в Афганистане провели двухнедельные учения «Немедленный ответ».
В 2010 году израильская фирма «Ропадия» заключила контракт на поставку для армии Грузии крупной партии оружия (50 тыс. автоматов АКС-74, 15 тыс. 5,56-мм штурмовых винтовок, 1 тыс. гранатомётов РПГ-7 и почти 20 тыс. выстрелов к гранатомётам).
В сентябре 2018 года Грузия получила зенитно-ракетные комплексы Mistral Atlas и РЛС производства французских компаний Thales Las и MBDA. Контракты на производство этих систем были подписаны в 2015 году.

## Галерея

### Флаги должностных лиц вооружённых сил Грузии

Штандарт министра обороны Грузии с 2004 года
Штандарт начальника Главного штаба ВС Грузии с 2004 года